# Bortnîkî, Tulciîn
Bortnîkî (în ucraineană Бортники) este o comună în raionul Tulciîn, regiunea Vinnița, Ucraina, formată numai din satul de reședință.

## Demografie
Componența lingvistică a satului Bortnîkî
     Ucraineană (97,13%)
     Rusă (2,18%)
     Alte limbi (0,57%)
Conform recensământului din 2001, majoritatea populației satului Bortnîkî era vorbitoare de ucraineană (97,13%), existând în minoritate și vorbitori de rusă (2,18%).